# سد اگواکاپا
سد اگواکاپا (به اسپانیایی: Central hidroeléctrica Aguacapa) یک سد در گواتمالا است که در Guanazapa (Escuintla) واقع شده‌است.